# Mishima, Fukushima
Mishima (三島町 Mishima-machi) là thị trấn thuộc huyện Ōnuma tỉnh Fukushima, Nhật Bản. Tính đến ngày 1 tháng 10 năm 2020, dân số ước tính thị trấn là 1.452 người và mật độ dân số là 16 người/km2. Tổng diện tích thị trấn là 90,81 km2.

## Địa lý

### Đô thị lân cận
- Fukushima
  - Kaneyama
  - Shōwa
  - Yanaizu

## Giao thông

### Đường sắt
JR East – Tuyến Tadami
- Aizu-Hinohara - Aizu-Nishikata - Aizu-Miyashita - Hayato

### Cao tốc/Xa lộ
- Quốc lộ 252
- Quốc lộ 400